# Минио да Моровалле, Джованни
Джованни Минио да Моровалле (итал. Giovanni Mincio da Morrovalle), (около 1250, Морровалле, Марке — 12 февраля 1313, Авиньон) — итальянский богослов, генеральный министр францисканского ордена (1296), кардинал с 1302 года, декан Коллегии кардиналов с 1311 года.

## Биография
В молодости вступил в орден францисканцев. В 1283 году был отправлен учиться богословию в Париж. В 1289 стал магистром, затем — профессором теологии Парижского университета. Пользовался большим авторитетом, как учёный богослов. В 1289 — лектор курии в Риме, в 1291 — в Сакро-Палатио.
В 1296 году стал генералом францисканского ордена, на этом посту находился до 1304 года.
В 1297 вместе с генералом доминиканского ордена Никколо Бокассини де Тревизо (будущим папой Бенедиктом XI) по заданию Бонифация VIII вёл переговоры между Францией, Англией и Фландрией.
Папа Бонифаций VIII в декабре 1302 года назначил его кардиналом-епископом субурбикарной епархии Порто) (Папская область).
Участвовал в Конклавах 1303, избравшим Бенедикта XI и 1304—1305, избравшим Климента V.
В папской курии занимался оценкой предстоящих назначений епископов и аббатов. С 1307 — протектор францисканского ордена.
Участник Вьеннского собора 1311—1312 годов, на котором выступал защитником памяти Бонифация VIII от нападок короля Франции Фили́ппа IV Краси́вого.